# Митрополит зворнички Дионисије
Дионисије Илијевић (Копиловци, 1838 — Цариград, 11. април 1894) био је митрополит зворнички и дабробосански.

## Биографија
Рођен је 1838. године у Копиловцима код Берковице, од оца Илије и мајке Василике. Протосинђел Дионисије, који га је познавао, у кратком чланку о зворничким митрополитима, насталом на Халки 1892, наводи да му је отац Србин из Македоније а мајка Гркиња. Завршио је патријаршијску Теолошку школу на Халки код Цариграда У чин ђакона рукоположен је 1854, а у чин презвитера 1855. године. Већ као архиђакон постао је архијерејски намесник у Берковици, свом родном крају, а 1860. секретар Цариградске патријаршије.
После смрти зворничког митрополита Дионисија I, 5. јануара 1866. године, изабран је за његовог наследника Дионисије Илијевић. Према историчару Недељку Радосављевићу, његово презиме је Илијев, да би по доласку у Зворничку митрополију додао наставк ић, потписујући се као Илијевић. Четири године пре његовог доласка на чело митрополије, јануара 1862. године, она је сврстана у трећу класу, као 67. у целокупном црквеном поретку. Митрополија је обухватала североисточни део Босанског пашалука. Од већих центара, у њој се налазио утврђени град Зворник на левој обали реке Дрине, на граници према Кнежевини Србији, и Тузла, све важнији привредни центар, у који је из Зворника премештена митрополитска резиденција. По доласку у Зворничку митрополију, у којој је владао добар црквени поредак, Илијевић је успоставио добре односе са свештеницима и верницима. О поверењу које је у њега имала и малобројна српска интелигенција у Босни, говори чињеница да га је, убрзо по доласку, бањалучки свештеник Василије Пелагић обавестио о жељи да се у месту Обудовац у Посавини отвори Богословија, која би служила за стварање образованог свештеничког кадра.

### Сарајевска митрополија
Након смрти сарајевског митрополита Игњатија II, на њено чело ступа Дионисије Илијевић. Одмах по ступању, упутио је 6. јуна 1868. године две Посланице у виду циркулара. Прва је била намењена целокупном свештенству митрополије, а друга, учитељима који су деловали у школама при црквеним општинама митрополије. То су биле прве архијерејске посланице које су једнообразно штампане, а не писане од писара, и биле су писане на реформисаном српском књижевном језику и правопису који је стандардизовао Вук Караџић.
У посланици свештеницима, Илијевић истиче да је до тада имао епархију, којом је био сасвим задовољан, и у којој је са христијанима у узајамној слози и љубави мирно живео. Каже да никада није имао појма о вишем степену и вишој епархији, али да се одмах повиновао наредби Цариградске патријаршије да ступи на чело Сарајевске митрополије. Од свештенства тражи да одговорно врши своју мисију и да дају пример верницима помажући сиромашне  и гладне, тешећи болесне и оне који су духом слаби. Такође, тражи да свештеници увек треба да имају књигу у рукама, да буду трезвени, паметни, вредни, добронамерни, да редовно служе Службу божију у црквама, да не лутају под изговором сакупљања милостиње, да се не задржавају по дућанима и кафанама, не пуше дуван на јавном месту, не псују и да избегавају сваку свађу и препирку, осим уколико не делују да завађене стране измире. На крају, благосиљајући их, истиче да ће сви који се не буду придржавали његових наредби и савета бити строго кажњени, и остати без парохије и свештеничког чина. У посланици учитељима, он указује да морају одговорно вршити своју дужност, да настава мора бити редовна, да у свему буду пример деци, али и њиховим родитељима, да се према деци опходе тихо, благо и очински, а да казне буду одређене са умереном очинском љубави.
Митрополит Дионисије Илијевић је највише пажње посветио верским питањима, али није запостављао ни друге садржаје свакодневног живота својих верника. За време своје управе митрополит се понашао у складу како са правима које је као архијереј добио од Патријаршије, тако и са правима које му је бератом приликом ступања на дужност потврдио султан. Међутим, због лоших односа са сарајевском црквеном општином, он је повучен са чела митрополије, и на захтеве  верника Зворничке митрополије враћен на њено чело 1872. године.

### Повратак у Зворничку миттрополију
О времену које је Илијевић провео на челу Зворничке митрополије, од повратка на њено чело до аустроугарске окупације Босне и Херцеговине, нема много података. Након окупације, црквена управа се нашла у својеврсном провизоријуму, јер су османски закони престали да важе, а закони Аустроугарске за нове покрајине још нису донети. Није се знало шта ће у административном погледу бити са епархијама у Босни и Херцеговини. Васељенски патријарх Јоаким II је у име Патријаршије закључио уговор са Аустроугарском 28. марта 1880, по коме је држава преузела право именовања епископа у епархијама, док је Патријаршији остало само право приговора уколико нису задовољни избором епископа. Васељенски патријарх је изабране епископе потврђивао и слао из Цариграда Свето миро. Сви архијереји у Босни и Херцеговини су били незадовољни, али нису могли ништа да учине.
Митрополит Дионисије Илијевић је у промењеним околностима наставио да врши своју духовну мисију, окренут пре свега верницима. Држао је беседе широм епархије, које су у одређеном броју објављене у Босанскохерцеговачком источнику, службеном гласилу православне цркве у Босни и Херцеговини. У својој беседи на Савиндан 1890. године, приликом канонске посете Брчком, он се прво осврнуо на значај Светог Саве за српску историју, пре свега на улогу у ставрању Српске православне цркве и у просветној делатности. Он истиче значај опште српске солидарности како би се опстало у том времену, и како би се све невоље лакше превазишле. Овакви говори, иако пажљиво одмерени како не би произвели негаривну реакцију аустроугарских власти, изазивали су код њих одређено подозрење, јер је Илијевић већ одавно био заговорник српског националног јединства и оданости поретку Цариградске патријаршије. Он се противио било каквим тешњим везама које је власт покушавала да успостави са православном црквом, попут штампања богослужбених књига. Илијевић је 24. маја 1891. уклоњен са чела Зворничке митрополије, а за привременог администратора је одређен протопрезвитер Александар Симић. На његово место је 14. маја 1892. постављен Николај Мандић, дотадашњи архимандрит манастира Гомирје.
Митрополит Дионисије Илијевић је, након одласка са чела митрополије, краће време провео у Краљевини Србији, у Београду и у Нишу, да би се потом стално настанио у Цариграду. Умро је у Цариграду 30. марта (11. априла) 1894. године.